# Anaspis varians
Anaspis varians är en skalbaggsart som först beskrevs av Étienne Mulsant 1856.  Anaspis varians ingår i släktet Anaspis, och familjen ristbaggar. Arten har ej påträffats i Sverige.